# Wisch (Holstein)
Wisch ist eine Gemeinde im Kreis Plön in Schleswig-Holstein.

## Geographie

### Geographische Lage
Wisch liegt etwa 17 km nordöstlich von Kiel an der Ostsee mit dem Naherholungsgebiet Kolberger Heide beim Übergang in die Kieler Außenförde im Bereich der Landschaft des Naturraums Ostholsteinisches Hügel- und Seenland (Haupteinheit Nr 702).

### Ortsteile
Die Gemeinde umfasst siedlungsgeographisch das namenstiftende Dorf sowie die Wochenendsiedlung Heidkate und die Hofsiedlung Fernwisch.
Zudem besteht östlich vom Dorf in Anlehnung der dort befindlichen benannten Flur Heidkoppel der ebenso genannte Campingplatz.

## Geschichte
Wisch wurde 1216 erstmals erwähnt. Bereits vor 1260 wurde der Ort jedoch in einer Ostsee-Sturmflut zerstört und anschließend auf einer östlich gelegenen Anhöhe neu errichtet.
Seit 1986 schützt ein 4,5 m hoher Deich das Strand- und Feriengebiet Heidkate.
Die Gemeinde gehörte dem Amt Probstei-Ost an. Seit dessen Auflösung zum 1. Juni 1970 ist sie Teil des Amts Probstei.

## Politik

### Gemeindevertretung
Die Wahl 2023 ergab folgendes Ergebnis:
- SPD: 3
- UWW: 6

### Wappen
Blasonierung: „Von Silber und Grün durch Zinnen schräglinks geteilt. Vorn zwei blaue Wellenbalken, hinten eine goldene Harke mit abgebrochenem Stiel.“

## Wirtschaft und Infrastruktur

### Wirtschaftsstruktur
Wisch ist ein ausgeprägter Ferienort. Zur Gemeinde gehört ein knapp vier Kilometer langer Naturstrand. Neben landwirtschaftlichen Betrieben gibt es in Wisch vor allem Vermieter von Ferienwohnungen. Ferner gibt es im Ort einen Filialbetrieb eines lokal ansässigen Bäckereibetriebs und ein Restaurant.

### Verkehr
Die Bundesstraße 502 von Kiel nach Schönberg (Holstein) verläuft durch die Gemeinde.
Im Öffentlichen Personennahverkehr gehört Wisch zum Verkehrsverbund Region Kiel. Der nächstgelegene Haltepunkt ist Kiel-Oppendorf an der Bahnstrecke Kiel Süd–Schönberger Strand etwa  15 Kilometer südwestlich gelegen.
Der nächste Güterbahnhof, Schönberg (Holst), liegt nur fünf Kilometer südöstlich.